# Surface podotactile
 (octobre 2020).

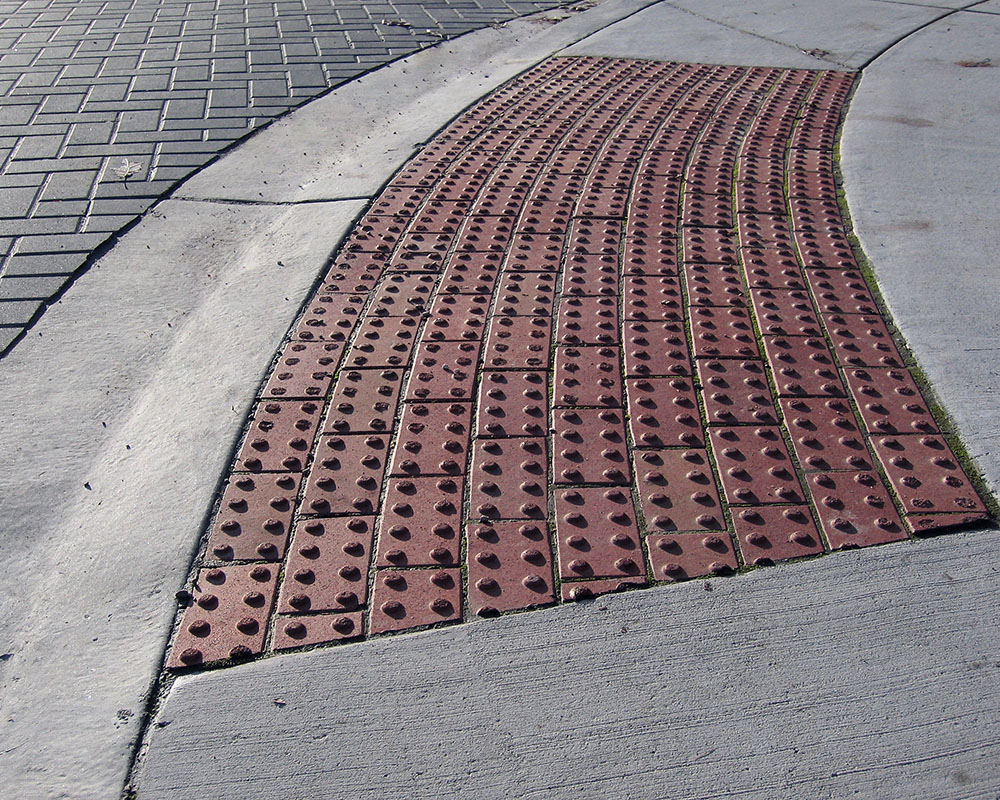
Surface podotactile au bord d'un trottoir.

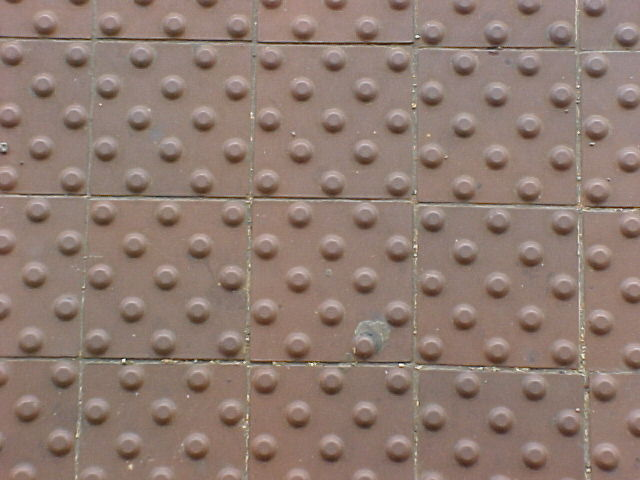
Gros plan sur une surface podotactile, sur le bord d'un quai du métro de Washington.

Une surface podotactile, appelée aussi revêtement podotactile, bande podotactile ou dalle podotactile, est une surface présentant une texture que les personnes à mobilité réduite, et plus particulièrement les piétons atteints d'une déficience visuelle, peuvent reconnaître au toucher (par les pieds, au travers des chaussures, ou à la canne blanche) pour se déplacer de manière autonome. 
Une surface podotactile peut avoir différentes significations : éveil de la vigilance, guidage, interception ou séparation de zones. Plusieurs types de revêtements podotactiles recouvrant le sol de certains lieux publics leur signalent ainsi un danger : un obstacle, la sortie d'une zone sécurisée (principalement sur les trottoirs à l'entrée des passages piétons, et au bord des quais de voies ferrées), un changement de niveau (la bordure du trottoir, une ou plusieurs marches d'escalier), etc.

## Histoire
Les premières surfaces podotactiles ont été développées par l'inventeur japonais Seiichi Miyake en 1965. Ce type de surface a d'abord été introduit en 1967 dans une rue de la ville d'Okayama au Japon. Elles se sont ensuite progressivement répandues au Japon et dans le reste du monde.

## Description
Il en existe différents types : revêtements de guidage (encore appelés revêtements striés), revêtements d’éveil de la vigilance (appelés aussi revêtements à protubérances, ils sont constitués de bandes texturées, de plots ou clous en inox), revêtements d’information (encore appelés revêtements souples).
Les surfaces podotactiles sont manufacturées sous la forme de rectangles ou de carrés de quelques dizaines de centimètres de côté pour environ cinq centimètres d'épaisseur, faits en général de béton, ou de caoutchouc, et destinés à être incrustés dans le revêtement.
On les trouve également aujourd’hui en pierre naturelle taillée pour se marier avec tous les revêtements.

## Par pays

### France
En France, ce type de surface est régi par des normes Afnor : NF P98-351 pour les bandes d'éveil de vigilance (BEV) et NF P98-352 pour les bandes de guidage. La norme NF P98-351 est applicable uniquement en bordure de quais ferroviaires ou en voirie au droit des traversées de chaussées, équipées de bateaux ou de chaussées relevées ainsi qu'en haut des escaliers de plus de trois marches. Cette norme a été publiée en février 1989 et mise à jour en juillet 2010. Il est obligatoire pour les ERP d'équiper les escaliers ouverts au public d'une bande podotactile. La bande podotactile est à disposer en haut de chaque escalier à 50 cm de la première marche[réf. souhaitée].
La largeur d’une bande podotactile doit être suffisante afin d’être détectée par une canne blanche et pour ne pas être enjambée par un piéton. Pour être facilement visible des personnes malvoyantes, elle doit être contrastée par rapport à son environnement immédiat. Non glissante, la bande podotactile ne doit pas constituer une gêne pour les personnes présentant des difficultés pour se déplacer[réf. souhaitée].

### Japon
Au Japon, les surfaces podotactiles sont également employées en qualité de guidage et d'aide au cheminement. Des barrettes en acier inoxydable matérialisent les accès et services principaux d'un bâtiment sur de longues distances. Des informations tactiles destinées à tout public (notamment aux personnes handicapées) sont regroupées le long de ces chemins de dalles podotactiles (plan en relief, écriture en braille et gros caractères) afin d'améliorer l'accessibilité. En France, il devra en être de même avant 2015 dans tous les lieux publics. 